# Islamska republika
Islamska republika je naziv koji se koristi za oblik političkog uređenja koji se javio krajem 20. stoljeća i koji kombinira islamsku teokraciju s republikanskim institucijama vlasti. Karakteristika islamske republike jest da se svi zakoni i propisi u državi moraju temeljiti na šerijatskom pravu, kao i da vjerski poglavari imaju primat na svim svjetovnim funkcionarima, uključujući i one koji su na svoje položaje došli temeljem slobodnih, neposrednih i tajnih izbora.
Određeni stručnjaci islamsku republiku smatraju svojevrsnim kompromisom između klasične islamske teokracije i modernih demokratskih institucija.
Najpoznatiji primjer islamske republike je Iran. Pored nje se islamskim republikama nazivaju države kao što su Pakistan i Mauritanija.